# Troldnød
Troldnød (Hamamelis) er udbredt med 6 arter i Østasien og Nordamerika. Det er løvfældende buske eller små træer. Bladene er stilkede med en skæv bladplade, der har bugtet eller tandet rand. Mens Virginsk Troldnød blomstrer om efteråret, har de andre vinterblomstring eller forårsblomstring før løvspring. Blomsterne er samlet i små stande med 3-4 blomster. De er 4-tallige med hårklædte bægerblade og båndformede, grønlige, gule eller orangefarvede kronblade. Frugterne er forveddede kapsler med hver to frø. Kapslerne åbner sig pludseligt og slynger frøene op til 10 m væk.
| Beskrevne arter |

- Hybridtroldnød (Hamamelis x intermedia)
- Japansk troldnød (Hamamelis japonica)
- Kinesisk troldnød (Hamamelis mollis)
- Virginsk troldnød (Hamamelis virginiana)

| Andre arter |

- Hamamelis ovalis
- Hamamelis vernalis
- Hamamelis virginiana